# Danh sách tiểu hành tinh: 22101–22200
| Tên                 | Tên đầu tiên | Ngày phát hiện       | Nơi phát hiện                      | Người phát hiện                                        |
| ------------------- | ------------ | -------------------- | ---------------------------------- | ------------------------------------------------------ |
| 22101 -             | 2000 JG15    | 6 tháng 5 năm 2000   | Socorro                            | LINEAR                                                 |
| 22102 Karenlamb     | 2000 JR61    | 7 tháng 5 năm 2000   | Socorro                            | LINEAR                                                 |
| 22103 -             | 2000 LR17    | 7 tháng 6 năm 2000   | Socorro                            | LINEAR                                                 |
| 22104 -             | 2000 LN19    | 8 tháng 6 năm 2000   | Socorro                            | LINEAR                                                 |
| 22105 Pirko         | 2000 LS36    | 11 tháng 6 năm 2000  | Anderson Mesa                      | LONEOS                                                 |
| 22106 -             | 2000 NC12    | 5 tháng 7 năm 2000   | Anderson Mesa                      | LONEOS                                                 |
| 22107 -             | 2000 OV21    | 31 tháng 7 năm 2000  | Socorro                            | LINEAR                                                 |
| 22108 -             | 2000 PD      | 1 tháng 8 năm 2000   | Črni Vrh                           | Črni Vrh                                               |
| 22109 Loriehutch    | 2000 PJ22    | 1 tháng 8 năm 2000   | Socorro                            | LINEAR                                                 |
| 22110 -             | 2000 QR7     | 25 tháng 8 năm 2000  | Socorro                            | LINEAR                                                 |
| 22111 -             | 2000 QK150   | 25 tháng 8 năm 2000  | Socorro                            | LINEAR                                                 |
| 22112 Staceyraw     | 2000 QO181   | 31 tháng 8 năm 2000  | Socorro                            | LINEAR                                                 |
| 22113 -             | 2000 RH9     | 1 tháng 9 năm 2000   | Socorro                            | LINEAR                                                 |
| 22114 -             | 2000 RB50    | 5 tháng 9 năm 2000   | Socorro                            | LINEAR                                                 |
| 22115 -             | 2000 RB62    | 1 tháng 9 năm 2000   | Socorro                            | LINEAR                                                 |
| 22116 -             | 2000 RK71    | 2 tháng 9 năm 2000   | Socorro                            | LINEAR                                                 |
| 22117 -             | 2000 SX39    | 24 tháng 9 năm 2000  | Socorro                            | LINEAR                                                 |
| 22118 -             | 2000 SL86    | 24 tháng 9 năm 2000  | Socorro                            | LINEAR                                                 |
| 22119 -             | 2000 SA101   | 23 tháng 9 năm 2000  | Socorro                            | LINEAR                                                 |
| 22120 Gaylefarrar   | 2000 SO102   | 24 tháng 9 năm 2000  | Socorro                            | LINEAR                                                 |
| 22121 -             | 2000 SM107   | 24 tháng 9 năm 2000  | Socorro                            | LINEAR                                                 |
| 22122 -             | 2000 SU155   | 24 tháng 9 năm 2000  | Socorro                            | LINEAR                                                 |
| 22123 -             | 2000 SG172   | 27 tháng 9 năm 2000  | Socorro                            | LINEAR                                                 |
| 22124 -             | 2000 ST183   | 20 tháng 9 năm 2000  | Haleakala                          | NEAT                                                   |
| 22125 -             | 2000 SH186   | 30 tháng 9 năm 2000  | Socorro                            | LINEAR                                                 |
| 22126 -             | 2000 SR187   | 21 tháng 9 năm 2000  | Haleakala                          | NEAT                                                   |
| 22127 -             | 2000 SZ226   | 27 tháng 9 năm 2000  | Socorro                            | LINEAR                                                 |
| 22128 -             | 2000 SH242   | 24 tháng 9 năm 2000  | Socorro                            | LINEAR                                                 |
| 22129 -             | 2000 SD311   | 16 tháng 9 năm 2000  | Socorro                            | LINEAR                                                 |
| 22130 -             | 2000 UT3     | 31 tháng 10 năm 2000 | Socorro                            | LINEAR                                                 |
| 22131 -             | 2000 UK4     | 24 tháng 10 năm 2000 | Socorro                            | LINEAR                                                 |
| 22132 Merkley       | 2000 UD21    | 24 tháng 10 năm 2000 | Socorro                            | LINEAR                                                 |
| 22133 -             | 2000 UO56    | 24 tháng 10 năm 2000 | Socorro                            | LINEAR                                                 |
| 22134 Kirian        | 2000 UA66    | 25 tháng 10 năm 2000 | Socorro                            | LINEAR                                                 |
| 22135 -             | 2000 UA100   | 25 tháng 10 năm 2000 | Socorro                            | LINEAR                                                 |
| 22136 -             | 2000 VJ3     | 1 tháng 11 năm 2000  | Desert Beaver                      | W. K. Y. Yeung                                         |
| 22137 Annettelee    | 2000 VM15    | 1 tháng 11 năm 2000  | Socorro                            | LINEAR                                                 |
| 22138 Laynrichards  | 2000 VD25    | 1 tháng 11 năm 2000  | Socorro                            | LINEAR                                                 |
| 22139 Jamescox      | 2000 VU28    | 1 tháng 11 năm 2000  | Socorro                            | LINEAR                                                 |
| 22140 Suzyamamoto   | 2000 VW32    | 1 tháng 11 năm 2000  | Socorro                            | LINEAR                                                 |
| 22141 -             | 2000 VH36    | 1 tháng 11 năm 2000  | Socorro                            | LINEAR                                                 |
| 22142 Loripryor     | 2000 VC37    | 1 tháng 11 năm 2000  | Socorro                            | LINEAR                                                 |
| 22143 Cathyfowler   | 2000 VL37    | 1 tháng 11 năm 2000  | Socorro                            | LINEAR                                                 |
| 22144 Linmichaels   | 2000 VM37    | 1 tháng 11 năm 2000  | Socorro                            | LINEAR                                                 |
| 22145 -             | 2000 WJ17    | 21 tháng 11 năm 2000 | Socorro                            | LINEAR                                                 |
| 22146 Samaan        | 2000 WM23    | 20 tháng 11 năm 2000 | Socorro                            | LINEAR                                                 |
| 22147 -             | 2000 WP32    | 20 tháng 11 năm 2000 | Socorro                            | LINEAR                                                 |
| 22148 Francislee    | 2000 WH46    | 21 tháng 11 năm 2000 | Socorro                            | LINEAR                                                 |
| 22149 -             | 2000 WD49    | 21 tháng 11 năm 2000 | Socorro                            | LINEAR                                                 |
| 22150 -             | 2000 WM49    | 21 tháng 11 năm 2000 | Socorro                            | LINEAR                                                 |
| 22151 Davebracy     | 2000 WM56    | 21 tháng 11 năm 2000 | Socorro                            | LINEAR                                                 |
| 22152 Robbennett    | 2000 WG57    | 21 tháng 11 năm 2000 | Socorro                            | LINEAR                                                 |
| 22153 Kathbarnhart  | 2000 WT58    | 21 tháng 11 năm 2000 | Socorro                            | LINEAR                                                 |
| 22154 -             | 2000 WV72    | 20 tháng 11 năm 2000 | Socorro                            | LINEAR                                                 |
| 22155 Marchetti     | 2000 WQ88    | 20 tháng 11 năm 2000 | Socorro                            | LINEAR                                                 |
| 22156 Richoffman    | 2000 WQ94    | 21 tháng 11 năm 2000 | Socorro                            | LINEAR                                                 |
| 22157 Bryanhoran    | 2000 WQ99    | 21 tháng 11 năm 2000 | Socorro                            | LINEAR                                                 |
| 22158 Chee          | 2000 WG101   | 21 tháng 11 năm 2000 | Socorro                            | LINEAR                                                 |
| 22159 -             | 2000 WW116   | 20 tháng 11 năm 2000 | Socorro                            | LINEAR                                                 |
| 22160 -             | 2000 WP120   | 20 tháng 11 năm 2000 | Socorro                            | LINEAR                                                 |
| 22161 Santagata     | 2000 WR123   | 29 tháng 11 năm 2000 | Socorro                            | LINEAR                                                 |
| 22162 Leslijohnson  | 2000 WS123   | 29 tháng 11 năm 2000 | Socorro                            | LINEAR                                                 |
| 22163 -             | 2000 WF125   | 16 tháng 11 năm 2000 | Socorro                            | LINEAR                                                 |
| 22164 -             | 2000 WE135   | 19 tháng 11 năm 2000 | Socorro                            | LINEAR                                                 |
| 22165 Kathydouglas  | 2000 WX137   | 20 tháng 11 năm 2000 | Socorro                            | LINEAR                                                 |
| 22166 -             | 2000 WX154   | 30 tháng 11 năm 2000 | Socorro                            | LINEAR                                                 |
| 22167 Lane-Cline    | 2000 WP157   | 30 tháng 11 năm 2000 | Socorro                            | LINEAR                                                 |
| 22168 Weissflog     | 2000 WX158   | 30 tháng 11 năm 2000 | Drebach                            | J. Kandler, G. Lehmann                                 |
| 22169 -             | 2000 WP165   | 23 tháng 11 năm 2000 | Haleakala                          | NEAT                                                   |
| 22170 -             | 2000 WE175   | 16 tháng 11 năm 2000 | Socorro                            | LINEAR                                                 |
| 22171 Choi          | 2000 WK179   | 16 tháng 11 năm 2000 | Socorro                            | LINEAR                                                 |
| 22172 -             | 2000 XQ11    | 4 tháng 12 năm 2000  | Socorro                            | LINEAR                                                 |
| 22173 Myersdavis    | 2000 XE25    | 4 tháng 12 năm 2000  | Socorro                            | LINEAR                                                 |
| 22174 Allisonmae    | 2000 XG28    | 4 tháng 12 năm 2000  | Socorro                            | LINEAR                                                 |
| 22175 -             | 2000 XS29    | 4 tháng 12 năm 2000  | Socorro                            | LINEAR                                                 |
| 22176 -             | 2000 XG36    | 5 tháng 12 năm 2000  | Socorro                            | LINEAR                                                 |
| 22177 Saotome       | 2000 XS38    | 6 tháng 12 năm 2000  | Bisei SG Center                    | BATTeRS                                                |
| 22178 -             | 2000 XW40    | 5 tháng 12 năm 2000  | Socorro                            | LINEAR                                                 |
| 22179 -             | 2000 YY      | 17 tháng 12 năm 2000 | Đài thiên văn Zvjezdarnica Višnjan | K. Korlević                                            |
| 22180 -             | 2000 YZ      | 19 tháng 12 năm 2000 | Anderson Mesa                      | LONEOS                                                 |
| 22181 -             | 2000 YA6     | 20 tháng 12 năm 2000 | Socorro                            | LINEAR                                                 |
| 22182 -             | 2000 YR9     | 22 tháng 12 năm 2000 | Kitt Peak                          | Spacewatch                                             |
| 22183 -             | 2000 YE12    | 23 tháng 12 năm 2000 | Desert Beaver                      | W. K. Y. Yeung                                         |
| 22184 Rudolfveltman | 2000 YT15    | 22 tháng 12 năm 2000 | Anderson Mesa                      | LONEOS                                                 |
| 22185 Štiavnica     | 2000 YV28    | 29 tháng 12 năm 2000 | Ondřejov                           | P. Kušnirák, U. Babiaková                              |
| 22186 -             | 2000 YO30    | 29 tháng 12 năm 2000 | Haleakala                          | NEAT                                                   |
| 22187 -             | 2000 YZ33    | 28 tháng 12 năm 2000 | Socorro                            | LINEAR                                                 |
| 22188 -             | 2000 YU61    | 30 tháng 12 năm 2000 | Socorro                            | LINEAR                                                 |
| 22189 -             | 2049 P-L     | 24 tháng 9 năm 1960  | Palomar                            | C. J. van Houten, I. van Houten-Groeneveld, T. Gehrels |
| 22190 -             | 2100 P-L     | 24 tháng 9 năm 1960  | Palomar                            | C. J. van Houten, I. van Houten-Groeneveld, T. Gehrels |
| 22191 -             | 2113 P-L     | 24 tháng 9 năm 1960  | Palomar                            | C. J. van Houten, I. van Houten-Groeneveld, T. Gehrels |
| 22192 -             | 2571 P-L     | 24 tháng 9 năm 1960  | Palomar                            | C. J. van Houten, I. van Houten-Groeneveld, T. Gehrels |
| 22193 -             | 2712 P-L     | 24 tháng 9 năm 1960  | Palomar                            | C. J. van Houten, I. van Houten-Groeneveld, T. Gehrels |
| 22194 -             | 2740 P-L     | 24 tháng 9 năm 1960  | Palomar                            | C. J. van Houten, I. van Houten-Groeneveld, T. Gehrels |
| 22195 -             | 3509 P-L     | 17 tháng 10 năm 1960 | Palomar                            | C. J. van Houten, I. van Houten-Groeneveld, T. Gehrels |
| 22196 -             | 3518 P-L     | 17 tháng 10 năm 1960 | Palomar                            | C. J. van Houten, I. van Houten-Groeneveld, T. Gehrels |
| 22197 -             | 3555 P-L     | 22 tháng 10 năm 1960 | Palomar                            | C. J. van Houten, I. van Houten-Groeneveld, T. Gehrels |
| 22198 -             | 4080 P-L     | 24 tháng 9 năm 1960  | Palomar                            | C. J. van Houten, I. van Houten-Groeneveld, T. Gehrels |
| 22199 Klonios       | 4572 P-L     | 24 tháng 9 năm 1960  | Palomar                            | C. J. van Houten, I. van Houten-Groeneveld, T. Gehrels |
| 22200 -             | 4573 P-L     | 16 tháng 9 năm 1960  | Palomar                            | C. J. van Houten, I. van Houten-Groeneveld, T. Gehrels |